# Confederación Argentina de Handball
La Confederación Argentina de Handball es la institución responsable de organizar y regular los torneos nacionales de balonmano a nivel nacional. Además, es la federación de balonmano más antigua del mundo.
Su sede está ubicada en Av. Boedo N.º 591, Ciudad Autónoma de Buenos Aires.
El handball es uno de los deportes más practicados por niños y adolescentes en las escuelas de Argentina.

## Historia
El 15 de octubre de 1921 se fundó la Confederación Argentina de Balonmano, adoptando las reglas creadas por el uruguayo Antonio Valeta. En junio de 1922 se fusionó con la Federación Amateur de Balonmano. En 1923 se comenzó a disputar el Campeonato del Río de la Plata entre las selecciones de Argentina y Uruguay. 
Sin embargo, el deporte comenzó a decaer a fines de la década, ante la profesionalización del fútbol.
El balonmano a 11 jugadores debutó en los Juegos Olímpicos de 1936, y dicho deporte se incorporó a la renombrada Federación Argentina de Handball, luego la Federación Argentina de Handball en la década de 1950 produjo la transición del balonmano al balonmano de salón.
En 1970 se fundó la federación de Mendoza, y en 1972 se creó la Comisión Metropolitana de balonmano.
En carácter de ente rector de este deporte a nivel nacional; la CAH ordena y dirige la actividad nacional
e internacional del handball argentino; confecciona el calendario deportivo de la actividad y reúne a todas las entidades provinciales de la disciplina en el territorio de la República Argentina disponiendo y controlando su accionar.

## Federaciones afiliadas[2]
- Asociación Pampeana de Balonmano (A.Pa.Bal)
- Federación Metropolitana de Balonmano (Fe.Me.Bal).
- Asociación Amigos del Balonmano (As.Am.Bal).
- Asociación Pampeana de Balonmano (A.Pa.Bal.)
- Asociación Pehuajense de Balonmano (A.Pe.Bal)
- Asociación Sureña de Balonmano (ASBAL)
- Federación Atlántica de Balonmano (Fed.A.Bal)
- Asociación Bahiense de Handball
- Asociación Correntina de Handball (A.Co.Han)
- Federación Rionegrina de Handball
- Federación Neuquina de Balonmano (Fe.Neu.Bal).
- Federación Chubutense de Handball
- Asociación Río Gallegos de Handball
- Asociación Rosarina de Handball
- Asociación Santafesina de Handball
- Asociación de Handball del Noreste
- Asociación Salteña de Balonmano
- Federación Jujeña de Handball
- Federación Sanjuanina de Balonmano (Fe.Sa.B)
- Asociación Mendocina de Balonmano (A.Me.Bal)
- Asociación Tucumana de Handball
- Federación Cordobesa de Handball
- Asociación San Luis de Handball
- Asociación del Nordeste de la Provincia de Buenos Aires (AsBalNor)
- Asociación de Handball de los Lagos del Sur
- Asociación Atlántica de Balonmano (As.A.Bal)
- Federación Entrerriana de Handball

## Palmarés

### Selección adulta masculina[3]
Campeón I Sudamericano – Buenos Aires 1983 

Medalla de Bronce XII Juegos Panamericanos – Mar del Plata 1995 

Campeón III Sudamericano – Buenos Aires 1998  

Campeón IX Panamericano – São Paulo (BRA) 2000 

Campeón V Sudamericano – Maringá (BRA) 2001 

Campeón X Panamericano – Buenos Aires 2002 

Medalla de Oro VI Juegos Odesur – São Paulo (BRA) 2002 

Medalla de Plata XIV Juegos Panamericanos – Santo Domingo (DOM) 2003 

Campeón XI Panamericano – Santiago de Chile 2004 

Medalla de Oro VII Juegos Odesur – Buenos Aires 2006 

Medalla de Plata XV Juegos Panamericanos – Río de Janeiro (BRA) 2007 

Medalla de Plata VIII Juegos Odesur – Medellín (COL) 2010 

Campeón XIV Panamericano – Santiago de Chile 2010 

Medalla de Oro XVI Juegos Panamericanos – Guadalajara (MEX) 2011 

Campeón XV Panamericano – Almirante Brown 2012 

Medalla de Plata IX Juegos Odesur – Viña del Mar (CHI) 2014 

Campeón XVI Panamericano – Canelones (URU) 2014 

Medalla de Plata XVII Juegos Panamericanos – Toronto (CAN) 2015 

Medalla de Plata X Juegos Odesur – Cochabamba (BOL) 2018 

Campeón XVIII Panamericano – Nuuk (GRL) 2018 

Medalla de Oro XVIII Juegos Panamericanos – Lima (PER) 2019 

Campeón Sur y Centroamericano – Maringá (BRA) 2020

### Selección adulta femenina[4]
Medalla de Plata VI Juegos Odesur – São Paulo (BRA) 2002 

Medalla de Plata XIV Juegos Panamericanos – Santo Domingo (DOM) 2003

Medalla de Oro VII Juegos Odesur – Buenos Aires 2006

Medalla de Bronce XV Juegos Panamericanos – Río de Janeiro (BRA) 2007

Campeona X Panamericano – Santiago de Chile 2009

Medalla de Oro VIII Juegos Odesur – Medellín (COL) 2010

Medalla de Plata XVI Juegos Panamericanos – Guadalajara (MEX) 2011

Medalla de Plata IX Juegos Odesur – Viña del Mar (CHI) 2014

Medalla de Plata XVII Juegos Panamericanos – Toronto (CAN) 2015

Medalla de Plata X Juegos Odesur – Cochabamba (BOL) 2018

Medalla de Plata XVIII Juegos Panamericanos – Lima (PER) 2019

## Torneos locales[5]
La CAH organiza torneos nacionales de tres categorías (de mayor a menor, A, B y C) para las divisiones adultos, juniors, juveniles, cadetes y menores, tanto en la rama masculina como en la femenina. En los torneos de la categoría A participan los mejores equipos de cada federación; en los de la B, los de segunda jerarquía; y en los de la C, los terceros en nivel.

### Argentinos de Selecciones
- Torneo Argentino Junior A/B/C Masculino
- Torneo Argentino Junior A/B/C Femenino
- Torneo Argentino Juvenil A/B/C Masculino
- Torneo Argentino Juvenil A/B/C Femenino
- Torneo Argentino Cadete A/B/C Masculino
- Torneo Argentino Cadete A/B/C Femenino
- Torneo Argentino Menor Masculino
- Torneo Argentino Menor Femenino

### Nacionales de Clubes

#### Torneo Nacional Adulto A Masculino
Los dos primeros equipos clasificados en el Torneo Nacional Adulto A Masculino participan en el Campeonato Panamericano de Clubes de Balonmano Masculino.
| Año                            | Campeón                 | Federación                        |
| ------------------------------ | ----------------------- | --------------------------------- |
| Campeonato de Clubes Campeones |                         |                                   |
| 1977                           | San Lorenzo de Rusell   | Asociación Mendocina de Balonmano |
| 1978                           | SAG Ballester           | FEMEBAL                           |
| 1979                           | SAG Ballester           | FEMEBAL                           |
| 1980                           | SAG Ballester           | FEMEBAL                           |
| 1981                           | SAG Ballester           | FEMEBAL                           |
| 1982                           | SAG Ballester           | FEMEBAL                           |
| 1983                           | River Plate             | FEMEBAL                           |
| 1984                           | River Plate             | FEMEBAL                           |
| 1985                           | Ferro Carril Oeste      | FEMEBAL                           |
| 1986                           | Ferro Carril Oeste      | FEMEBAL                           |
| Torneo Nacional de Clubes      |                         |                                   |
| 1986                           | Ferro Carril Oeste      | FEMEBAL                           |
| 1987                           | Nuestra Senora de Luján | FEMEBAL                           |
| 1988                           | Ferro Carril Oeste      | FEMEBAL                           |
| 1989                           | SEDALO                  | FEMEBAL                           |
| 1990                           | Nuestra Senora de Luján | FEMEBAL                           |
| 1991                           | SEDALO                  | FEMEBAL                           |
| 1992                           | SEDALO                  | FEMEBAL                           |
| 1993                           | Nuestra Senora de Luján | FEMEBAL                           |
| 1994                           | Nuestra Senora de Luján | FEMEBAL                           |
| 1995                           | Nuestra Senora de Luján | FEMEBAL                           |
| 1996                           | Nuestra Senora de Luján | FEMEBAL                           |
| 1997                           | Nuestra Senora de Luján | FEMEBAL                           |
| Liga Federal de Handball       |                         |                                   |
| 1999                           | River Plate             | FEMEBAL                           |
| 2000                           | Nuestra Senora de Luján | FEMEBAL                           |
| 2001                           | Nuestra Senora de Luján | FEMEBAL                           |
| Torneo Nacional de Clubes      |                         |                                   |
| 2002                           | SAG Ballester           | FEMEBAL                           |
| 2003                           | River Plate             | FEMEBAL                           |
| 2004                           | AACF Quilmes            | FEMEBAL                           |
| 2005                           | River Plate             | FEMEBAL                           |
| 2006                           | River Plate             | FEMEBAL                           |
| Liga Nacional de Handball      |                         |                                   |
| 2007                           | Forjar Córdoba          | Federación Cordobesa de Handball  |
| Torneo Nacional de Clubes      |                         |                                   |
| 2007                           | River Plate             | FEMEBAL                           |
| 2008                           | River Plate             | FEMEBAL                           |
| 2009                           | River Plate             | FEMEBAL                           |
| 2010                           | River Plate             | FEMEBAL                           |
| 2011                           | River Plate             | FEMEBAL                           |
| 2012                           | SAG Ballester           | FEMEBAL                           |
| 2013                           | Colegio Ward            | FEMEBAL                           |
| 2014                           | River Plate             | FEMEBAL                           |
| 2015                           | SAG Ballester           | FEMEBAL                           |
| 2016                           | UNLu                    | FEMEBAL                           |
| 2017                           | SAG Ballester           | FEMEBAL                           |
| 2018                           | UNLu                    | FEMEBAL                           |
| 2019                           | UNLu                    | FEMEBAL                           |

Campeonatos por equipo y por federación (Adulto A Masculino):
| Equipo                  | Cantidad | Federación                        |
| ----------------------- | -------- | --------------------------------- |
| River Plate             | 12       | FEMEBAL                           |
| SAG Ballester           | 9        | FEMEBAL                           |
| Nuestra Senora de Luján | 9        | FEMEBAL                           |
| Ferro Carril Oeste      | 4        | FEMEBAL                           |
| SEDALO                  | 3        | FEMEBAL                           |
| UNLu                    | 3        | FEMEBAL                           |
| San Lorenzo de Rusell   | 1        | Asociación Mendocina de Balonmano |
| AACF Quilmes            | 1        | FEMEBAL                           |
| Forjar Córdoba          | 1        | Federación Cordobesa de Handball  |
| Colegio Ward            | 1        | FEMEBAL                           |

| Federación                        | Cantidad |
| --------------------------------- | -------- |
| FEMEBAL                           | 42       |
| Asociación Mendocina de Balonmano | 1        |
| Federación Cordobesa de Handball  | 1        |

#### Torneo Nacional Adulto A Femenino
Los torneos nacionales adultos femeninos se disputaron alternadamente desde 1979.
| Año                            | Campeón                 | Federación                       |
| ------------------------------ | ----------------------- | -------------------------------- |
| Campeonato de Clubes Campeones |                         |                                  |
| 1979                           | INEF Romero Brest       | FEMEBAL                          |
| 1980                           | River Plate             | FEMEBAL                          |
| 1982                           | INEF Romero Brest       | FEMEBAL                          |
| 1983                           | INEF Romero Brest       | FEMEBAL                          |
| 1984                           | INEF Romero Brest       | FEMEBAL                          |
| 1985                           | River Plate             | FEMEBAL                          |
| 1986                           | River Plate             | FEMEBAL                          |
| Torneo Nacional de Clubes      |                         |                                  |
| 1988                           | Ferro Carril Oeste      | FEMEBAL                          |
| 1989                           | Colegio Alemán          | Federación Cordobesa de Handball |
| 1991                           | River Plate             | FEMEBAL                          |
| 1992                           | Ferro Carril Oeste      | FEMEBAL                          |
| 1993                           | Ferro Carril Oeste      | FEMEBAL                          |
| 1994                           | Nuestra Senora de Luján | FEMEBAL                          |
| 1998                           | Nuestra Senora de Luján | FEMEBAL                          |
| 2000                           | SEDALO                  | FEMEBAL                          |
| 2001                           | SEDALO                  | FEMEBAL                          |
| 2002                           | Estudiantes (LP)        | FEMEBAL                          |
| 2003                           | SEDALO                  | FEMEBAL                          |
| 2004                           | SEDALO                  | FEMEBAL                          |
| 2005                           | CI.DE.CO.               | FEMEBAL                          |
| 2006                           | SEDALO                  | FEMEBAL                          |
| 2007                           | CI.DE.CO.               | FEMEBAL                          |
| 2008                           | Estudiantes (LP)        | FEMEBAL                          |
| 2009                           | SEDALO                  | FEMEBAL                          |
| 2010                           | Estudiantes (LP)        | FEMEBAL                          |
| 2011                           | Estudiantes (LP)        | FEMEBAL                          |
| 2012                           | CI.DE.CO.               | FEMEBAL                          |
| 2013                           | CI.DE.CO.               | FEMEBAL                          |
| 2014                           | Ferro Carril Oeste      | FEMEBAL                          |
| 2015                           | Ferro Carril Oeste      | FEMEBAL                          |
| 2016                           | Unión Eléctrica         | Federación Cordobesa de Handball |
| 2017                           | Ferro Carril Oeste      | FEMEBAL                          |
| 2018                           | Manuel Dorrego          | FEMEBAL                          |
| 2019                           | Ferro Carril Oeste      | FEMEBAL                          |

Campeonatos por equipo y por federación (Adulto A Femenino):
| Equipo                  | Cantidad | Federación                       |
| ----------------------- | -------- | -------------------------------- |
| Ferro Carril Oeste      | 7        | FEMEBAL                          |
| SEDALO                  | 6        | FEMEBAL                          |
| River Plate             | 5        | FEMEBAL                          |
| INEF Romero Brest       | 4        | FEMEBAL                          |
| Estudiantes (LP)        | 4        | FEMEBAL                          |
| CI.DE.CO.               | 4        | FEMEBAL                          |
| Nuestra Senora de Luján | 2        | FEMEBAL                          |
| Colegio Alemán          | 1        | Federación Cordobesa de Handball |
| Unión Eléctrica         | 1        | Federación Cordobesa de Handball |
| Manuel Dorrego          | 1        | FEMEBAL                          |

| Federación                       | Cantidad |
| -------------------------------- | -------- |
| FEMEBAL                          | 32       |
| Federación Cordobesa de Handball | 2        |

## Planteles Masculinos Mundialistas y Olímpicos de Argentina
| Año  | Cat. | Plantel | Ubic. |
| 1992 | SR B | Arzola, Walter; Buceta, Pablo; Canzoniero, Gabriel; Fernández, Gustavo; Jung, Juan; Kockritz, Martín; Lódola, Germán; Melo, Daniel; Morlacco, Roberto; Osores Soler, Gonzalo; Perczyk, Jaime; Rinaldi, Juan Martín; Sánchez, Juan; Schmidt, Marcelo; Strafe, Claudio; Taverna, Marcelo                            | 16º   |
| 1993 | JR   | Alfaro, Ariel; Buceta, Pablo; Canzoniero, Gabriel; Carrara, Alejo; Jung, Rodolfo; Kogovsek, Andrés; Outeda, Cristian; Parra, Heraldo; Penna, Roberto; Pisani, Adrián; Rinaldi, Juan Martín; Salazar, Daniel; Sebele, Leandro; Sznitowski, Pablo; Taverna, Marcelo; Viscovich, Martín                              | 11º   |
| 1995 | JR   | Bosio, Ricardo; Carrara, Alejo; Daverio, Daniel; Drovandi, Gerardo; Gallardo, Walter; Kogovsek, Andrés; Miri, Sebastián; Ojea, Pablo; Paganini, Matías; Parra, Heraldo; Petterson, Mauro; Pisani, Leandro; Schulz, Martín; Viscovich, Gonzalo; Viscovich, Martín; Wright, Christian                               | 15º   |
| 1997 | SR   | Belinky, Sebastián; Buceta, Pablo; Canzoniero, Christian; Canzoniero, Gabriel; Fernández, Gustavo; García, Alejandro; Gull, Eric; Jung, Rodolfo; Kogovsek, Andrés; Molina, Martiniano; Morlacco, Roberto; Plati, Cristian; Smith, Alejandro; Sznitowski, Pablo; Viscovich, Gonzalo; Viscovich, Martín             | 23.º  |
| 1999 | SR   | Buceta, Pablo; Canzoniero, Christian; Canzoniero, Gabriel; Cesio, Fernando; Cruz Guerra, Lucas; Fernández, Gustavo; García, Alejandro; Gull, Eric; Hanjsek, Christian; Kogovsek, Andrés; Molina, Martiniano; Morlacco, Roberto; Palladino, Ignacio; Plati, Cristian; Viscovich, Gonzalo; Viscovich, Martín        | 21º   |
| 2001 | JR   | Alonso, Gonzalo; Baserga, Axel; Castelli, Ezequiel; Crevatín, Sergio; De Arma, Guillermo; García, Fernando; Gilardini, Ariel; González, Federico; Larrosa, Emiliano; Lima, Matías; Pardales, Germán; Portela, Pablo; Querín, Leonardo; Schulz, Matías; Testa, Benjamín; Vecino, Facundo                           | 20º   |
| 2001 | SR   | Besasso, Federico; Canzoniero, Christian; Carou, Gonzalo; Crevatín, Sergio; Cruz Guerra, Lucas; Gull, Eric; Jung, Rodolfo; Kogovsek, Andrés; Mariné, Alejo; Morlacco, Roberto; Pardales, Germán; Plati, Cristian; Querín, Leonardo; Viscovich, Gonzalo; Viscovich, Martín; Zago, Javier                           | 15º   |
| 2003 | JR   | Acetti, Santiago; Bruno, Damián; González, Federico; Grande, Javier; Larrosa, Emiliano; Lima, Matías; López, Fernando; Lumello, Nicolás; Maffei, Maximiliano; Mau, Fernando; Migueles, Damián; Querín, Leonardo; Romano, Hernán; Schulz, Matías; Torres, Facundo; Vieyra, Gonzalo                                 | 16º   |
| 2003 | SR   | Canzoniero, Christian; Carou, Gonzalo; Carrara, Alejo; Civelli, Bruno; Crevatín, Sergio; Cruz Guerra, Lucas; García, Fernando; Gull, Eric; Jung, Rodolfo; Kogovsek, Andrés; Mariné, Alejo; Morlacco, Roberto; Plati, Cristian; Querín, Leonardo; Viscovich, Gonzalo; Viscovich, Martín                            | 17º   |
| 2005 | Y    | Altenbach, Javier; Anzaldo, Cristian; Arias, Carlos; Bar, Juan; Betous, Javier; Castro, Mariano; Cortese, Nicolás; Doldán, Martín; Fasciglione, Lucas; Herrera, Martín; Pizarro, Federico; Poncet, Hernán; Rockstroh, Iván; Simonet, Sebastián; Vidal, Agustín; Vieyra, Federico                                  | 7º    |
| 2005 | JR   | Altenbach, Javier; Anzaldo, Cristian; Arias, Carlos; Bar, Juan; Cánepa, Mariano; Castro, Mariano; Cortese, Nicolás; Doldán, Martín; Fernández, Juan Pablo; Pizarro, Federico; Poncet, Hernán; Rockstroh, Iván; Ruiz, Pablo; Vainstein, Pablo; Vidal, Agustín; Vieyra, Federico                                    | 11º   |
| 2005 | SR   | Arias, Carlos; Besasso, Federico; Carou, Gonzalo; Carrara, Alejo; Castro, Mariano; Civelli, Bruno; Crevatín, Sergio; García, Fernando; Lima, Matías; Migueles, Damián; Ojea, Juan Francisco; Pardales, Germán; Pizarro, Federico; Querín, Leonardo; Schulz, Matías; Torres, Facundo                               | 18º   |
| 2007 | Y    | Arce, Marco; Fernández, Federico; Fernández, Juan Pablo; Galarza, Esteban; Maciel, Leonel; Mingorance, Mauro; Montes, Sergio; Penso, Pablo; Roldán, Luciano; Ruiz, Pablo; Salzano, Ezequiel; Schiaffino, Francisco; Simonet, Diego; Vainstein, Pablo; Vázquez, Juan Manuel; Vieyra, Federico                      | 4º    |
| 2007 | JR   | Altenbach, Javier; Anzaldo, Cristian; Arias, Carlos; Bar, Juan; Cánepa, Mariano; Castro, Mariano; Cortese, Nicolás; Doldán, Martín; Fernández, Juan Pablo; Pizarro, Federico; Poncet, Hernán; Rockstroh, Iván; Ruiz, Pablo; Vainstein, Pablo; Vidal, Agustín; Vieyra, Federico                                    | 13º   |
| 2007 | SR   | Arias, Carlos; Besasso, Federico; Carou, Gonzalo; Carrara, Alejo; Castro, Mariano; Civelli, Bruno; Crevatín, Sergio; García, Fernando; Lima, Matías; Migueles, Damián; Ojea, Juan Francisco; Pardales, Germán; Pizarro, Federico; Querín, Leonardo; Schulz, Matías; Torres, Facundo                               | 16º   |
| 2009 | Y    | Arrom, Francisco; Aveiro, Marco; Cánepa, Santiago; Cangiani, Facundo; Cantore, Juan Ignacio; Cerdá, Brian; Ferrantelli, Flavio; Filipuzzi, Ignacio; Mangione, Federico; Moscariello, Lucas; Pizarro, Ignacio; Robert, Agustín; Salvay, Nicolás; Schamann, Lucas; Sincich, Federico; Souto Cueto, Julián           | 11º   |
| 2009 | JR   | Arce, Marco; Fernández, Federico; Fernández, Juan Pablo; Galarza, Esteban; Maciel, Leonel; Montes, Sergio; Pagano, Robertino; Robert, Agustín; Roldán, Luciano; Ruiz, Pablo; Salzano, Ezequiel; Schiaffino, Francisco; Simonet, Diego; Vainstein, Pablo; Vázquez, Juan Manuel; Vieyra, Federico                   | 6º    |
| 2009 | SR   | Carou, Gonzalo; Castro, Mariano; Crevatín, Sergio; Fernández, Juan Pablo; García, Fernando; Gull, Eric; Kogovsek, Andrés; Migueles, Damián; Pizarro, Federico; Portela, Pablo; Querín, Leonardo; Schulz, Matías; Simonet, Sebastián; Torres, Facundo; Vidal, Agustín; Viscovich, Gonzalo                          | 18º   |
| 2011 | Y    | Amato, Martín; Anzaldo, Cristian; Baronetto, Santiago; Bastías, Ismael; Bono, Fernando; Foppiani, Fabricio; Gelosi, Lautaro; Horak, Martín; Molina, Martín; Morello, Lucas; Moscariello, Lucas; Rodríguez, José Manuel; Romero, Emiliano; Simonet, Pablo; Smalc, Alejo; Soliani, Maximiliano; Souto Cueto, Julián | 10º   |
| 2011 | JR   | Arrom, Francisco; Aveiro, Marco; Cánepa, Santiago; Cangiani, Facundo; Cantore, Juan Ignacio; Cerdá, Brian; Ferrantelli, Flavio; Filipuzzi, Ignacio; Gregori, Lucas; Lukaszuzck, Alejandro; Marrón, Matías; Pérez, Moisés; Pizarro, Ignacio; Robert, Agustín; Schamann, Lucas; Wolf, Tobías                        | 20º   |
| 2011 | SR   | Cánepa, Mariano; Carou, Gonzalo; Fernández, Federico; Fernández, Juan Pablo; Ferro, Maximiliano; García, Fernando; Kogovsek, Andrés; Migueles, Damián; Pizarro, Federico; Portela, Pablo; Querín, Leonardo; Schulz, Matías; Simonet, Diego; Simonet, Sebastián; Vidal, Agustín; Vieyra, Federico                  | 12º   |
| 2012 | JJOO | Cánepa, Mariano; Carou, Gonzalo; Fernández, Federico; García, Fernando; Kogovsek, Andrés; Migueles, Damián; Pizarro, Federico; Portela, Pablo; Querín, Leonardo; Riccobelli, Guido; Schulz, Matías; Simonet, Diego; Simonet, Sebastián; Vázquez, Juan Manuel; Vieyra, Federico                                    | 10º   |
| 2013 | Y    | Antonaci, Gonzalo; Bernachea, Tomás; Bertolez, Mariano; Bono, Gonzalo; Dechamps, Sebastián; Faraz, Nicolás; Largente, Esteban; Martino, Ignacio; Mouriño, Gastón; Núñez, Santiago; Podrzaj, Andrés; Rodríguez, José Manuel; Sánchez Medrano, Ignacio; Verdino, Patricio; Villaroel, Tomás                         | 18º   |
| 2013 | JR   | Amato, Martín; Baronetto, Santiago; Bono, Fernando; Foppiani, Fabricio; Gelosi, Lautaro; Horak, Martín; Mihal, Federico; Morello, Lucas; Moscariello, Lucas, Sambrana, Agustín; Schuld Tomás; Simonet, Pablo; Smalc, Alejo; Soliani, Maximiliano; Szpiegiel, Bruno                                                | 16º   |
| 2013 | SR   | Carou, Gonzalo; Castro, Mariano; Fernández Federico; Fernández Juan Pablo; Maciel, Leonel; Portela, Adrián; Portela, Pablo; Querín, Leonardo; Riccobelli, Guido; Schiaffino, Francisco; Simonet, Diego; Simonet; Pablo; Simonet, Sebastián; Vainstein, Pablo; Vieyra, Federico; Vidal, Agustín                    | 18º   |
| 2015 | Y    | Bono, Nicolás; Bustamante, Mariano; Cantore, Pablo; Capurro, Kevin; Cargnel, Martín; Cuello, Juan Pablo; Fischer, Guillermo; Forlino Couly, Agustín; Giménez, Federico; Giovagnola, Tomás; Krimer, Marco; Moyano, Andrés; Moyano, Lionel; Saud Sulak, Federico; Vidal, Federico; Werner, Leonardo                 | 21º   |
| 2015 | JR   | Alaimo, Facundo; Bellia, Francisco; Bernachea, Tomás; Bertolez, Mariano; Bono, Gonzalo; Burgardt, Cristian; Carro, Gonzalo; Dechamps, Sebastián; Grandi, Lucas; Lombardi, Francisco; Martínez, Ramiro; Mouriño, Gastón; Núñez, Santiago; Verdino, Patricio; Villaroel, Tomás; Werner, Thomas                      | 13º   |
| 2015 | SR   | Cangiani, Facundo; Carou, Gonzalo; Crevatín, Sergio; Fernández, Federico; Fernández, Juan Pablo; García, Fernando; Portela, Adrián; Portela, Pablo; Querín, Leonardo; Simonet, Diego; Simonet, Pablo; Simonet, Sebastián; Vieyra, Federico; Vidal, Agustín                                                        | 12º   |
| 2016 | JJOO | Cánepa, Mariano; Carou, Gonzalo; Fernández, Federico; Fernández, Juan Pablo; García, Fernando; Pizarro, Federico; Portela, Adrián; Portela, Pablo; Querín, Leonardo; Schulz, Matías; Simonet, Pablo; Simonet, Sebastián; Vainstein, Pablo; Vidal, Agustín; Vieyra, Federico                                       | 10º   |
| 2017 | Y    | Aizen, Lucas; Arakaki, Martín; Cañete, Tomás; Ceccardi, Juan; Figueredo Nimo, Jeremy; Flores, Tomás; Gallardo, Tomás; Giménez, Federico; Giovagnola, Santiago; Gutiérrez, Dante; López Pérez, Ignacio; Martínez Cami, Pedro; Mendieta, Tomás; Palacios, Mateo; Samudio, Nicolás; Saud Sulak, Federico             | 21º   |
| 2017 | JR   | Forlino Couly, Agustín; Moyano, Andrés; Capurro, Kevin; Bono, Nicolás; Cantore, Pablo; Werner, Leonardo; Giménez, Federico; Rosseto, Gian; Corning, Sean; Giovagnola, Tomás; Moyano, Lionel; Krimer, Marco; Bonifacio, Rodrigo; Vega, Agustín; Alonso, Ignacio; Fischer, Guillermo                                | 13º   |
| 2017 | SR   | Carou, Gonzalo; Fernández, Federico; Fernández, Juan Pablo; García, Fernando; Moscariello, Lucas; Pizarro, Federico; Portela, Adrián; Portela, Pablo; Querín, Leonardo; Schulz, Matías; Simonet, Pablo; Simonet, Sebastián; Souto Cueto, Julián; Vainstein, Pablo; Vidal, Agustín; Vieyra, Federico               | 18º   |
| 2019 | SR   | Santiago Baronetto; Nicolás Bonanno; Gonzalo Carou; Manuel Crivelli; Federico Fernández; Juan Pablo Fernández; Guillermo Fischer; Leonel Maciel; Lucas Moscariello; Gastón Mouriño; Ignacio Pizarro; Ramiro Martínez; Matías Schulz; Pablo Simonet; Sebastián Simonet; Federico Vieyra                            | 17º   |

Abreviaciones – SR B: Absoluto B, SR: Absoluto, JR: Junior, Y: Juvenil, JJOO: Juegos Olímpicos.